# Cabasa pulchella
Cabasa pulchella är en tvåvingeart som först beskrevs av Macquart 1846.  Cabasa pulchella ingår i släktet Cabasa och familjen rovflugor. Inga underarter finns listade i Catalogue of Life.